# 무스탕: 랄리의 여름
《무스탕: 랄리의 여름》(Mustang)은 2015년에 공개된 드라마 영화이다. 제73회 골든 글로브상 외국어 영화상에 후보로 올랐다.

## 출연

### 주연
- 구네스 센소이
- 도가 제이넵 도구슬루
- 툭바 선구로글루
- 일라이다 아크도간
- 에릿 이스캔
- 에롤 아프신

### 조연
- 니할 G. 콜다스
- 부락 이깃

## 기타
- 음향: 올리비에 고이나드
- 의상: 셀린 소젠